# Anteriore ischämische Optikusneuropathie
Als Apoplexia papillae, Optikomalazie oder anteriore ischämische Optikusneuropathie (AION) (unpräzise und umgangssprachlich auch: Augeninfarkt) bezeichnet man den akuten Verschluss einer den Sehnerven versorgenden Augenarterie im Zinn-Haller-Gefäßkranz, worauf der Sehnervenkopf zu wenig durchblutet und damit ungenügend mit Sauerstoff und Nährstoffen versorgt wird. Dieses Krankheitsbild stellt eine Notfallsituation dar.

## Krankheitsmechanismus
Der Sauerstoffmangel wegen der akut einsetzenden Minderdurchblutung des Sehnervenkopfes führt zu einer Schädigung der Nervenfasern. Dies führt zu einer plötzlichen Sehverschlechterung des Betroffenen auf einem Auge. Beim Auftreten einer AION sollte möglichst schnell medizinische Hilfe aufgesucht werden, da die Schädigung bereits nach wenigen Stunden nicht mehr rückgängig zu machen ist.
Die Ursache einer AION sind meistens eine Gefäßverstopfung (Embolie) im Rahmen eines Vorhofflimmerns oder einer Endokarditis oder eine fortgeschrittene Arteriosklerose, wie sie vor allem bei Personen mit einem Diabetes mellitus auftritt. Seltener können eine Abnahme der Blutmenge oder Störungen der Blutgerinnung zu einer AION führen. Bei 90 % der Patienten mit einer AION finden sich Erkrankungen des Herz-Kreislaufsystems wie Bluthochdruck (60–70 %) oder Diabetes mellitus (25 %), welche als Auslöser der AION in Betracht kommen. Auch Entzündungen der Gefäße (Vaskulitis, z. B. eine Riesenzellarteriitis), können zu einer AION führen und müssen speziell behandelt werden. Man unterscheidet deswegen zwischen einer AION mit entzündlicher Ursache und einer AION ohne entzündliche Ursache (nichtarteriitische anteriore ischämische Optikusneuropathie, abgekürzt NAAION oder NAION).
Eine nichtarteriitische anteriore ischämische Optikusneuropathie wird außerdem im Zusammenhang mit Viagra und anderen sogenannten PDE-5-Hemmern zur Behandlung der erektilen Dysfunktion diskutiert. Betroffene Männer sind üblicherweise älter als 50 Jahre. Auch Weitsichtigkeit scheint ein Risikofaktor für eine AION zu sein. Auch im Rahmen von Operationen kann es in seltenen Fällen, wahrscheinlich durch Blutdruckabfall und Blutarmut, zu einer AION kommen. Diskutiert werden ferner die Rolle besonders niedriger nächtlicher und frühmorgendlicher Blutdruckwerte im Schlaf (systolisch unter 100, diastolisch unter 60 mm Hg) sowie der nachteilige Einfluss erhöhter Augeninnendruckwerte, welche vermutlich beide das Risiko von Gefäßverschlüssen am Sehnervenkopf fördern.
Ein tiefer Gefäßverschluss des Sehnerven führt zu dem seltenen Krankheitsbild posteriore ischämische Optikusneuropathie, PION.

## Klinisches Bild, Untersuchung
Betroffene einer AION bemerken einen plötzlich auftretenden, ein Auge betreffenden deutlichen Verlust der Sehschärfe. Das betroffene Auge kann das Sehvermögen sogar ganz verlieren, sodass Betroffene auf diesem Auge erblinden. Wird das betroffene Auge mit einer Lichtquelle beleuchtet, ist die direkte Pupillenreaktion als Ausdruck einer afferenten Pupillenstörung sehr träge oder fehlt ganz und die Pupille wird nicht enger. Die konsensuelle Pupillenreaktion ist aber normal, d. h. die betroffene Pupille zieht sich normal zusammen, wenn das andere Auge beleuchtet wird. Die Diagnose einer AION wird vor allem fundoskopisch gestellt. Es zeigt sich typischerweise ein unscharf begrenzter Sehnervenkopf infolge eines Ödems. Oft ist der Sehnervenkopf zudem als Ausdruck der Durchblutungsstörung blass. In der Papille und um die Papille sind feinste Blutungen sichtbar. In der Perimetrie kann sich eine Einschränkung des Gesichtsfeldes (Skotom) zeigen. Schließlich kann durch eine Farbstoffdarstellung der Gefäße (Fluoreszenzangiographie) u. U. eine Minderdurchblutung des Sehnervenkopfes nachgewiesen werden.
Bei Verdacht auf eine entzündliche Ursache (s. o.) muss zur feingeweblichen Diagnosesicherung u. U. eine Arterienbiopsie der Arteria temporalis durchgeführt werden. Auch Laboruntersuchungen wie BSG und CRP sowie ein MRT des Kopfes können hilfreich sein.

## Therapie
Ein einheitliches Therapieschema gibt es zurzeit noch nicht. Mit der Absicht, die Durchblutung des Auges zu verbessern, werden verschiedene Methoden angewandt: Flachlagerung des Patienten, Massage des Augapfels, Verdünnung des Blutes durch Infusionen (Hämodilution), Azetazolamid, Betablocker, Gerinnungshemmung mit niedermolekularem Heparin und Acetylsalicylsäure. Die gängige Therapie besteht in der Regel in der Gabe durchblutungsfördernder Medikamente, beispielsweise Kalziumantagonisten zur Gefäßerweiterung, einer Massage des Auges, einer Augeninnendrucksenkung durch Parazentese der Augenvorderkammer oder Hochdruck-Sauerstofftherapie. Der Stellenwert einer Lyse-Therapie ist noch nicht geklärt. Eine Hemmung der Blutgerinnung (Antikoagulation) muss je nach Ursache in Betracht gezogen werden. Die Wirksamkeit der zurzeit angebotenen Therapien konnte bislang wissenschaftlich nicht nachgewiesen werden (siehe auch Evidenzbasierte Medizin).
Eine entzündliche Ursache, wie eine Riesenzellarteriitis, muss speziell durch eine hochdosierte und längerfristige Kortisontherapie behandelt werden.

## Verlauf
Oft kann trotz raschen Therapiebeginns das ursprüngliche Sehvermögen nicht mehr hergestellt werden. Bei Zentralarterienverschluss der Netzhaut kann unter Therapie nur bei 1–8 % der Patienten das Sehvermögen verbessert werden. Patienten, die ein AION erleiden, haben – wegen der ähnlichen Risikofaktoren – ein erhöhtes Risiko, einen Schlaganfall oder Herzinfarkt zu erleiden. Bis zu 18 % der Patienten entwickeln nach einer AION eine Rubeosis iridis.
Die zum Ereignis führenden ursächlichen Erkrankungen oder die dieses begünstigenden Risikofaktoren werden in der Regel zu internistischen und neurologischen Folgeuntersuchungen führen.